# 프로세스 간 통신

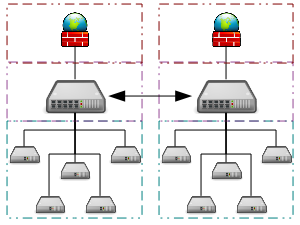
프로세스 간 네트워크 통신을 통해 인터넷 상의 수많은 개인용 컴퓨터를 연결하는 그리드 컴퓨팅 시스템을 보여주는 예.

프로세스 간 통신(Inter-Process Communication, IPC)이란 프로세스들 사이에 서로 데이터를 주고받는 행위 또는 그에 대한 방법이나 경로를 뜻한다.
IPC는 마이크로커널과 나노커널의 디자인 프로세스에 매우 중요하다: 마이크로커널은 커널이 제공하는 기능의 수를 줄여준다. 해당 기능들은 IPC를 통해 서버와 통신함으로써 얻으며 일반적인 모놀리딕 커널에 비해 IPC의 수가 극적으로 증가된다.

## 주요 IPC 방식
| 방식                 | 운영 체제 및 기타 환경이 제공 |
| -------------------- | --- |
| 파일                 | 대부분의 운영 체제 |
| 신호                 | 대부분의 운영 체제. 윈도와 같은 일부 시스템은 C 런타임 라이브러리에서만 신호를 제공하며 IPC 방식으로 사용하는 것을 지원하지는 않는다. |
| 소켓                 | 대부분의 운영 체제 |
| 메시지 큐            | 대부분의 운영 체제 |
| 파이프               | 모든 POSIX 시스템, 윈도 |
| 지명 파이프          | 모든 POSIX 시스템, 윈도 |
| 세마포어             | 모든 POSIX 시스템, 윈도 |
| 공유 메모리          | 모든 POSIX 시스템, 윈도 |
| 메시지 전달 (비공유) | MPI 패러다임, 자바 RMI, CORBA, MSMQ, 메일슬롯, QNX 등에 쓰임                                                                          |
| 메모리 맵 파일       | 모든 POSIX 시스템, 윈도 |

## 같이 보기
- 프로세스
- 마이크로커널
- 나노커널
- 보호 프로시저 호출